# Łaziska Górne
Łaziska Górne (en silésien : Gůrne Łaźiska ; en allemand : Ober Lazisk) est une ville polonaise de la voïvodie de Silésie et du powiat de Mikołów. Elle  s'étend sur 20,2 km2 et comptait 21 957 habitants en 2007. 